# Station Shanghai-West

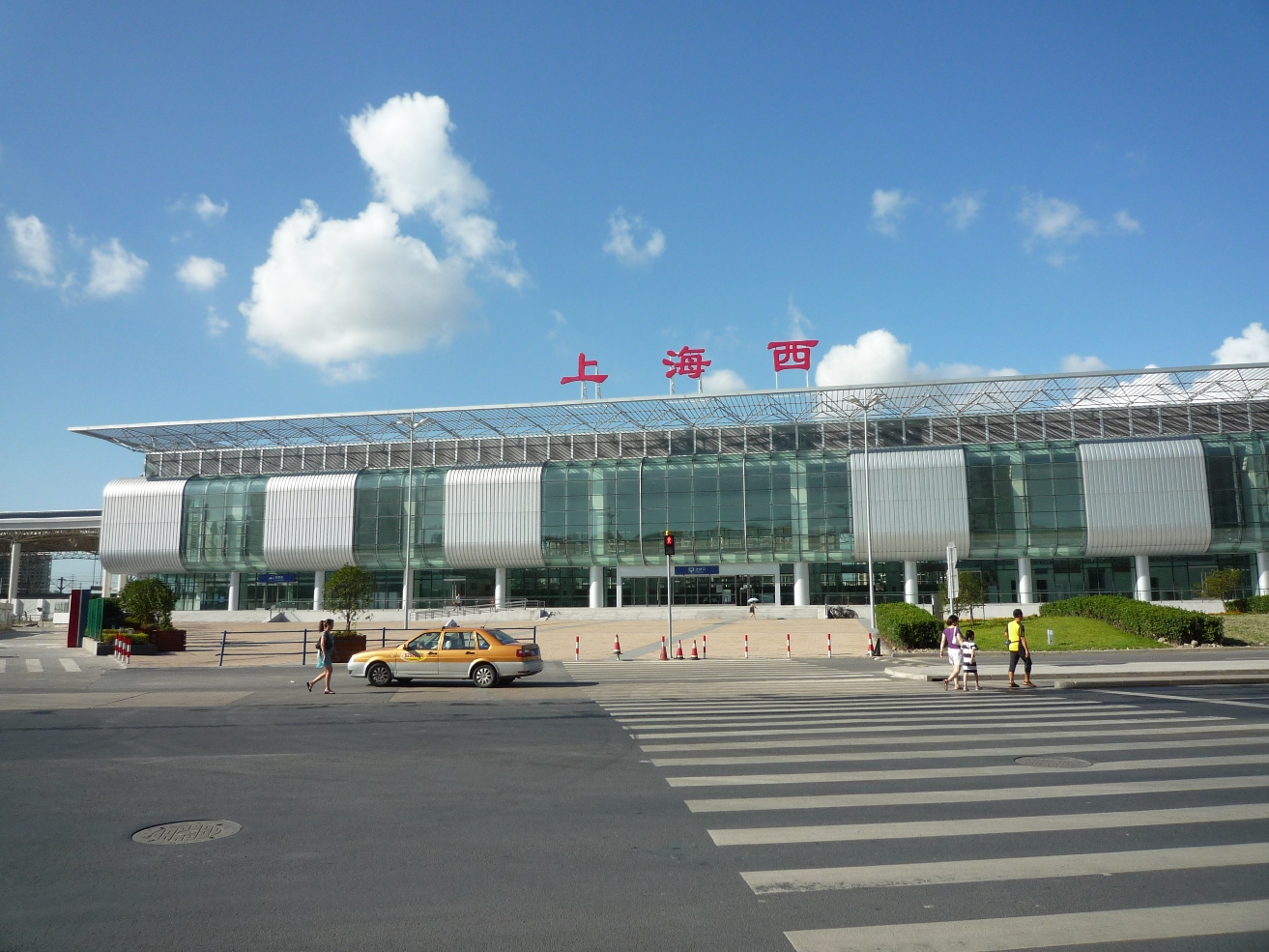
Het Shanghai West Railway Station

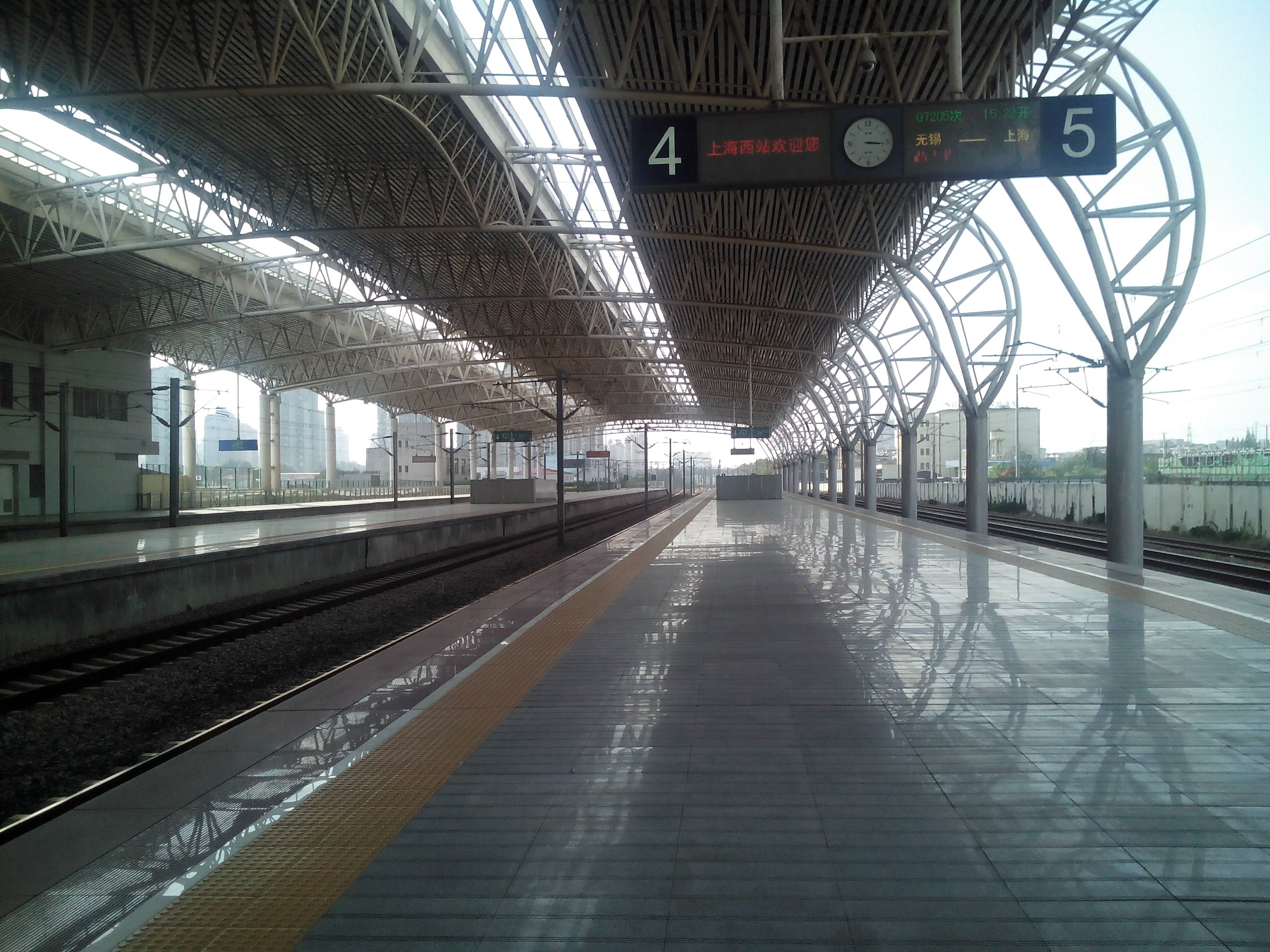
Een perron van het station Shanghai-West

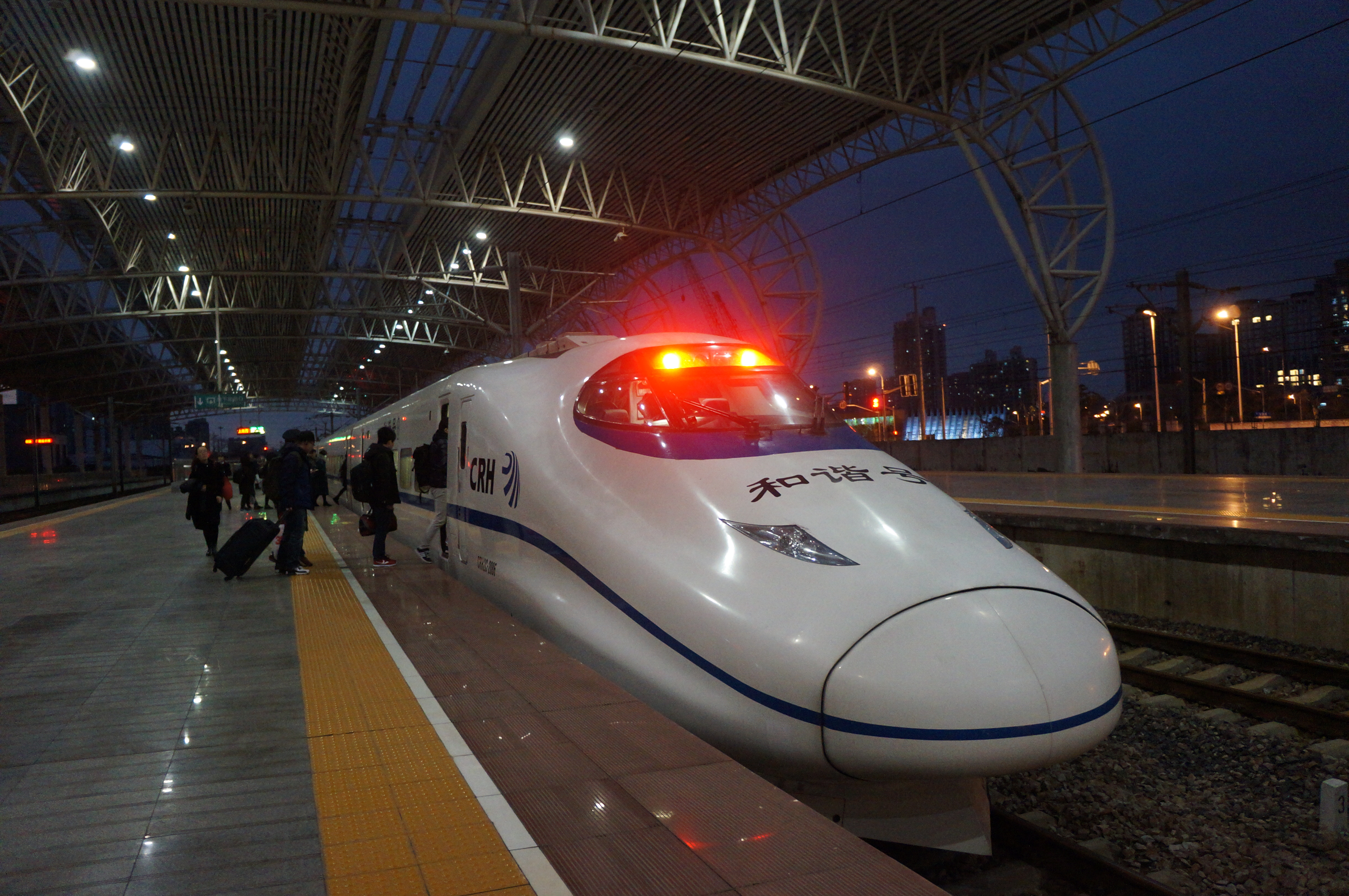
Een G7056 trein in Shanghai-West

Station Shanghai-West (上海西站; Pinyin: Shànghǎi Xī zhàn) is een station van de Chinese spoorwegen en een intermodaal knooppunt dat eveneens een station is van de metro van Shanghai. Het is gelegen in het westen van Shanghai in het district Putuo.

## Geschiedenis
Het station werd geopend in 1905 als Jessfield Station, later Zhenru station tot 1989 en had verbindingen met Yantai, Zaozhuang, Hengyang, Ganzhou, Chengdu en Zhangjiajie. Het station verloor meer en meer aan belang ten voordele van het centraal gelegen Station Shanghai, ook na de opening van Station Shanghai Hongqiao.
Op 1 juli 2006 bij de opening van het grondig gerenoveerde Station Shanghai-Zuid sloot Shanghai-West voor een renovatie. In 2010 opende het station opnieuw en herwon het aan belang. China Railway High-speed biedt vanuit Shanghai-West een verbinding met Nanjing, met sommige treinen die slechts rijden tot Suzhou, Wuxi of Changzhou.

## Metrostation
Het metrostation in het spoorwegstation werd initieel enkel bediend door lijn 11. Het werd verder uitgebouwd om plaats te bieden voor een transitstation waar naast lijn 11 sinds januari 2021 lijn 15 passeert en in een latere toekomst ook lijn 20 zal passeren.
Disney Resort · Kangxin Highway · Xiuyan Road · Luoshan Road · Yuqiao · Yanyu Road · Pusan Road · East Sanlin · Sanlin · Oriental Sports Center · Longyao Road · Yunjin Road · Longhua · Shanghai Swimming Center · Xujiahui · Jiaotong University · Jiangsu Road · Longde Road · Caoyang Road · Fengqiao Road · Zhenru · Station Shanghai-West · Liziyuan · Qilianshan Road · Wuwei Road · Taopu Xincun · Nanxiang · Chenxiang Road · Malu · Jiading Xincheng · Baiyin Road · West Jiading · North Jiading
aftakking: Jiading Xincheng · Shanghai Circuit · East Changji Road · Shanghai Automobile City · Anting · Zhaofeng Road · Guangming Road · Huaqiao

Lijnen van de metro van Shanghai: 1 · 2 · 3 · 4 · 5 · 6 · 7 · 8 · 9 · 10 · 11 · 12 · 13 · 14 · 15 · 16 · 17 · 18 · Pujiang Line